# 王洪斌
王洪斌（1967年1月—），湖南华容县人，中華人民共和國政治人物，畢業於湖南農學院常德分院（今湖南农业大学常德分校）及中央黨校函授學院湖南分院，現任張家界市人民政府市長。

## 生平
1986年6月加入中國共產黨，1987年7月參加工作。1987年7月至2006年4月長期于家鄉華容縣工作。2006年4月履新平江縣，擔任縣委副書記兼副縣長，2007年1月升任縣長，2013年3月升任縣委書記，2013年12月任衡陽縣委書記，2015年11月入選衡陽市副市長提名人選，2016年1月成功當選，并於同年7月卸任衡陽縣委書記，2016年11月至2018年7月于湖南省紀委任職，先後擔任省紀委常委、省監察廳副廳長、省監委委員、省紀委及省監委秘書長、辦公廳主任等職，2018年7月履新株洲市，擔任市委副書記、市委黨校校長，2021年4月履新張家界市，接替刘革安，擔任市委副書記兼代市長，2022年1月正式擔任市長。

## 榮譽
2015年6月獲得“全國優秀縣委書記”稱號。

## 外部鏈接
- 個人簡歷 （页面存档备份，存于）

| 中国共产党职务         | 中国共产党职务                                              | 中国共产党职务 |
| ---------------------- | ----------------------------------------------------------- | -------------- |
| 前任： 周驥            | 中國共產黨衡陽縣委員會书记 2013年12月-2016年7月             | 繼任： 曾秀    |
| 前任： 彭先政          | 中國共產黨平江縣委員會书记 2013年3月-2013年12月             | 繼任： 田自力  |
| 中華人民共和國政府职务 |                                                             |                |
| 前任： 劉革安          | 張家界市人民政府市长 2021月4月- （2021年4月-2022年1月代理） | 現任           |